# Coelioxys tilcarae
Coelioxys tilcarae là một loài Hymenoptera trong họ Megachilidae. Loài này được Holmberg mô tả khoa học năm 1916.